# Llista d'ocells sedentaris del Solsonès

## Àguila cuabarrada
L'àguila cuabarrada és un rapinyaire emblemàtic de la regió mediterrània que requereix ambients oberta amb cingleres i abundància de perdius i conills. A l'estat espanyol, que acull aproximadament el 70% de la població europea, ha sofert una forta davallada durant els darrers 30 anys. Un clar exemple d'aquesta davallada és Catalunya, on ha passat de ser present a 80-85 territoris durant la dècada dels setanta a ser-ho només a 66 el 2002. Els exemplars catalans es troben en tres nuclis principals: el més important està format per les serres ibèriques de la vall de l'Ebre i serralades Litoral i Prelitoral; el segon comprendria les serres de l'Empordà i el tercer englobaria les serres exteriors del Prepirineu. Els adults són bàsicament sedentaris, però els exemplars immadurs tenen un caràcter dispersiu.
Pel que fa a la seva situació al Solsonès i rodalia, aquesta espècie mantenia històricament un petit nucli reproductor a les serralades prepirinenques de la vall del Segre mitjà, en àrees properes a la comarca. Això es va mantenir fins a l'any 1980, però a la dècada dels noranta van tenir lloc diversos albiraments a la comarca, entre els quals a Madrona (Pinell de Solsonès) el primer al juliol de 1988 i diversos més fins al 1995. També fou vist un exemplar al tossal de la Creu del Codó (Guixers) el novembre de 1992 i als cingles de Taravil el maig de 1996.

## Astor

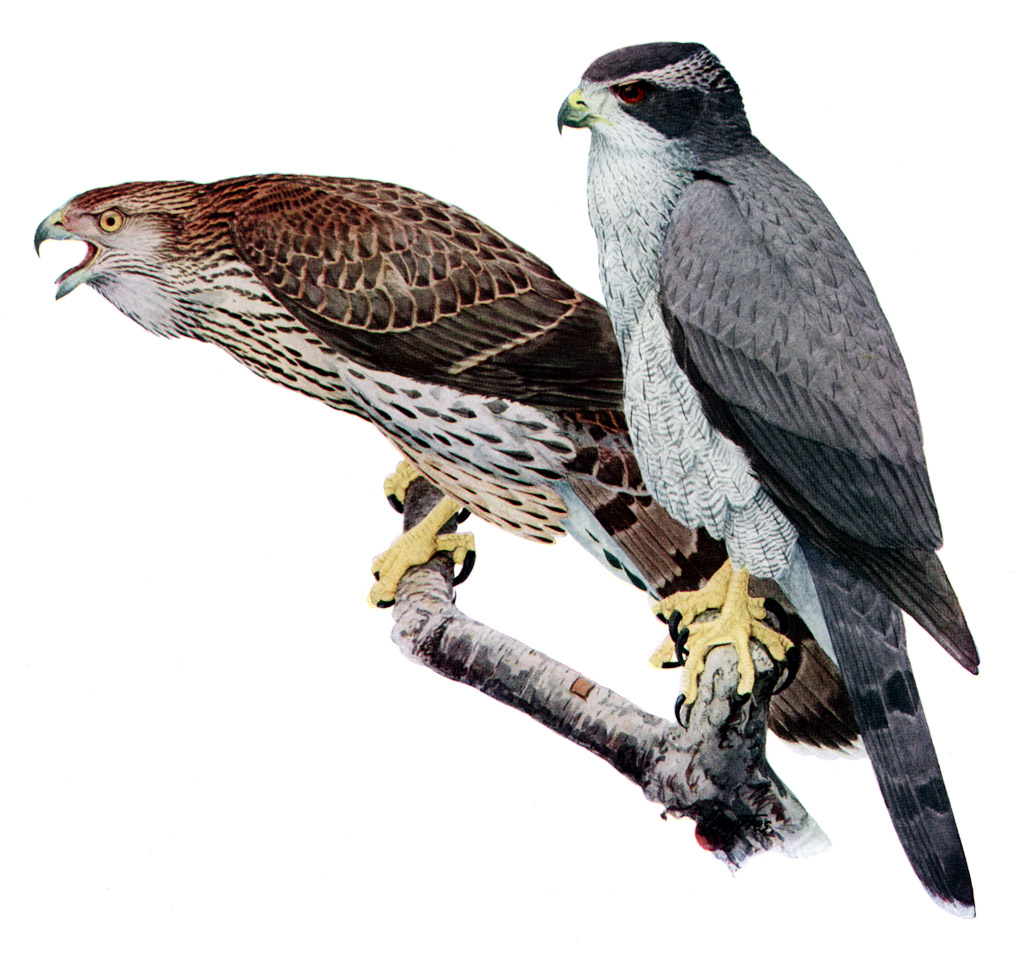
Exemplar jove (esquerra) i adult

## Ganga
Al Solsonès es troba extinta però se'n tenen referències fins a principis del segle xx

## Pardal comú

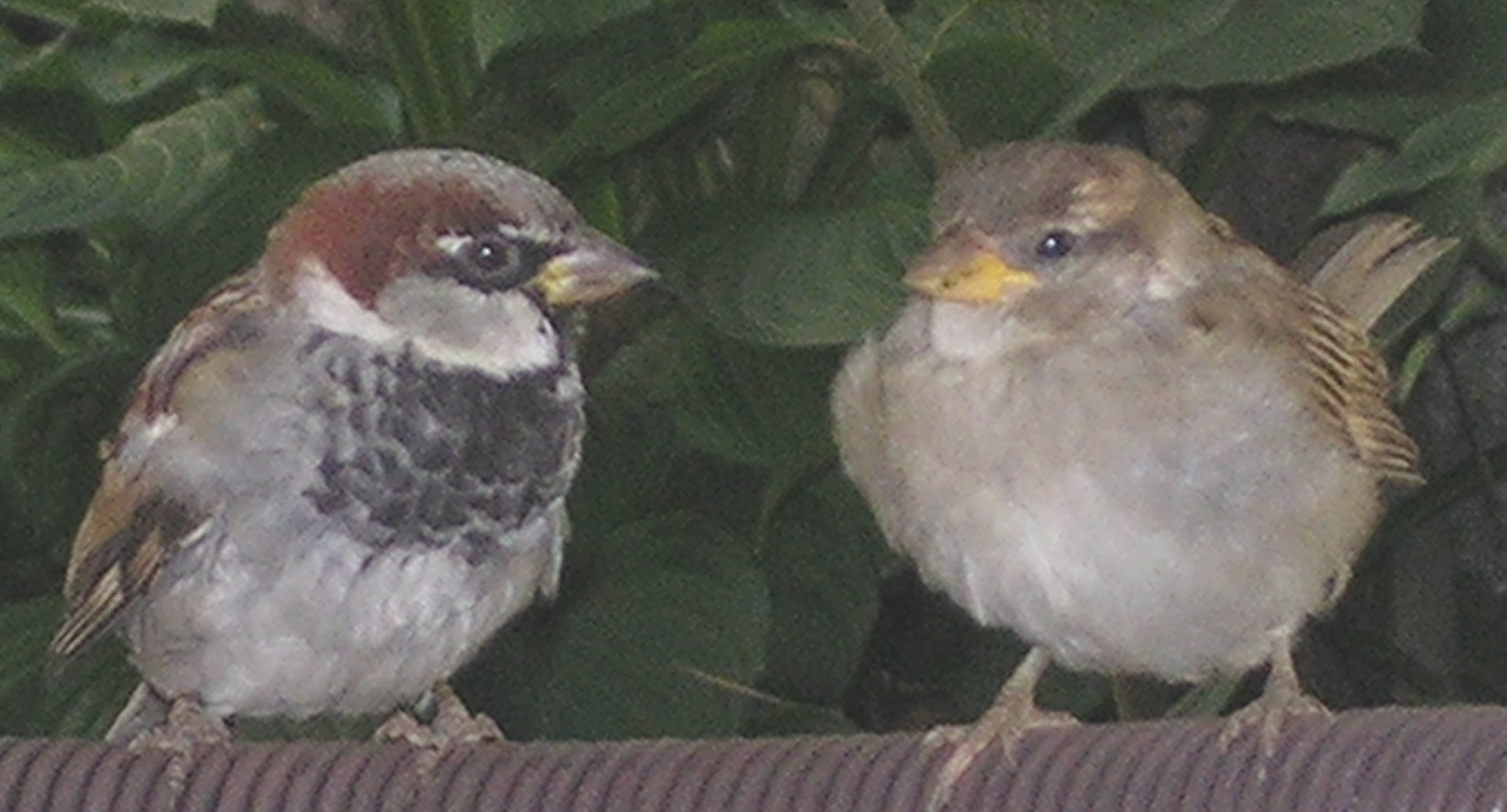
Mascle i femella

## Perdiu blanca

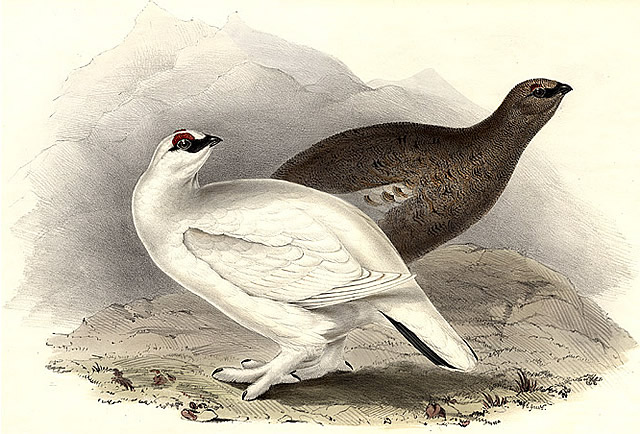
Plomatge d'hivern i d'estiu

## Picot verd

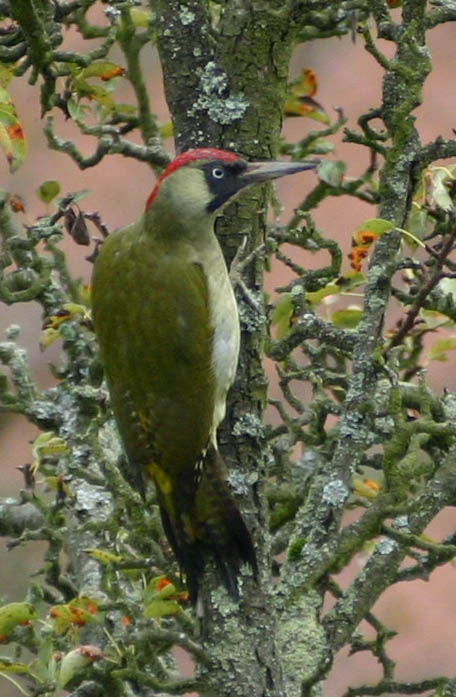
Femella

## Pinsà comú

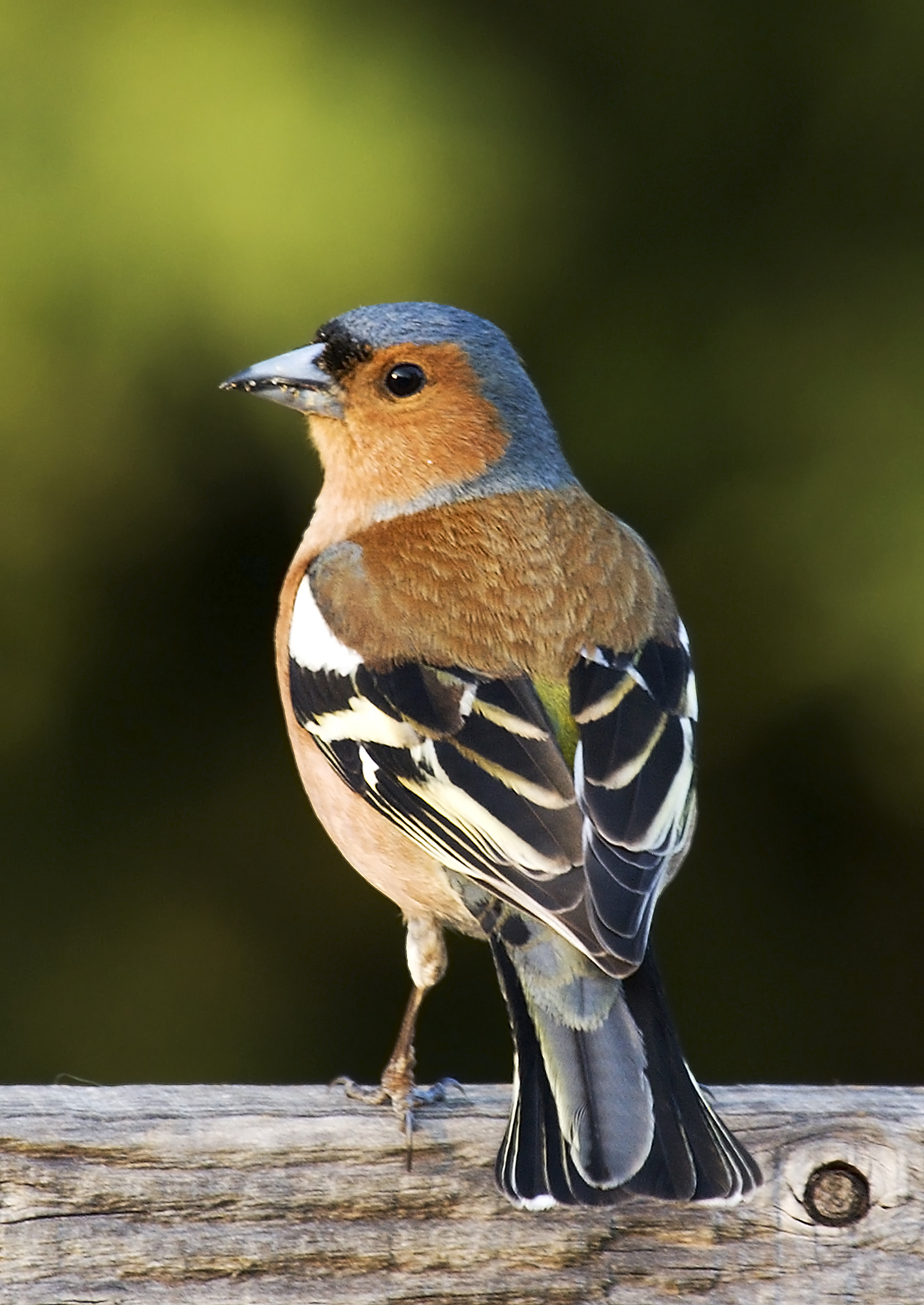
Mascle